# Gazi Husrev-beg
Gazi Husrev-beg (1480—1541) je bio upravnik Bosanskog sandžaka u Osmanskom carstvu u prvoj polovini 16. veka. Bio je vojni strateg i smatra se najznačajnijim namesnikom osmanske Bosne.

## Poreklo
Rođen je u Seru u Grčkoj. Sin Ferhat-bega, brata trebinjskog kneza Radivoja i sultanije Seldžuk, kćerke sultana Bajazita II. Ferhat-beg je poginuo u borbi 1486. godine. Pošto je i majka Husrev-bega rano umrla on je odrastao u dvoru Osmanskog carstva pošto je bio sultanov unuk.

## Diplomatska karijera
Husrev-beg je počeo svoju karijeru kao diplomata, tako što je bio u pratnji svog ujaka Mehmeda koji je 1503. godine bio postavljen za namesnika Krima i bio izaslanik na ruskom dvoru, gde je upoznao i ruskog kneza. Kada je njegov ujak Mehmed umro 1504. godine, on je postavljen za beglerbega u Skadru.

## Ratno iskustvo
Gazija ili gazi (tj. pobednik) je (počasna) titula dodeljivana istaknutim vojnim vođama u islamskim zemljama i društvima (jedna od počasnih titula Kemala Ataturka je bila Gazi). Husrev-begu je dodeljena titula gazi 1521. godine zbog njegovih zasluga u osvajanju Beograda. Gazi Husrev-beg je ratovao protiv Mletačke republike, Mađarske i ostatka Bosanskog kraljevstva koje se bunilo protiv Osmanskog carstva. Za manje od tri godine osvojio je Knin, Skradin i Ostrovicu. Nakon ratnih uspeha, Gazi Husrev-beg je odlukom carske vlade imenovan za upravnika Bosanskog sandžaka.
Pod vođstvom Gazi Husrev-bega, Osmanska vojska je brzo napredovala u ratovanju. Gazi Husrev-beg je takođe osvojio utvrđene gradove Greben, Soko Grad, Jezero, Vinac, Vrbaški Grad, Livač, Karmatin, Bočac, Udbinu, Vranu, Modruč i Požegu.

## Graditeljska dela
Osim vojnih uspeha, Gazi Husrev-beg je imao ogroman uticaj na razvoj čitavog Bosanskog sandžaka, naročito grada Sarajeva. Obnovio je Carevu džamiju i izgradio čuvenu Gazi Husrev-begovu džamiju, biblioteku, medresu, sahat-kulu, bolnicu i mnoge druge poznate zgrade.

## Smrt
Gazi Husrev-beg je izgubio život u bici u Crnoj Gori 1541. godine. Njegovo telo je preneto u Sarajevo i sahranjeno u haremu njegove džamije. Postoji mit o tome da su Drobnjaci iz Crne Gore dobili ime po tome što je tamo sahranjen drob Gazi Husrev-bega. Iznad vrata na turbetu piše: Neka svaki dan milost Božija i blagoslov na njeg pada.

## Spoljašnje veze
- Gazi Husrev-begova biblioteka
- Naredba Gazi Husrev-bega iz 1532.godine o slobodi veroispovjesti svih stanovnika Sarajeva, Istorijski arhiv Sarajevo